# Kroonarchitectuur bij bomen
De kroonarchitectuur bij bomen omvat de studie van de structurele organisatie en groeipatronen van de boomkroon, inclusief de indeling en ontwikkeling van takken, twijgen en bladeren. Deze discipline binnen de dendrologie en bosbouw biedt inzichten in de wijze waarop bomen hun lichtvang, energie-efficiëntie en stabiliteit optimaliseren, wat van cruciaal belang is voor hun overleving en groei.

## Ontstaan van de studie
De wetenschappelijke interesse in kroonarchitectuur is ontstaan in de vroege 20e eeuw, met baanbrekende werken die de complexiteit van boomstructuren en hun aanpassingen aan de omgeving onderzoeken. De studie heeft zich ontwikkeld van eenvoudige observaties en het maken van pentekeningen naar gedetailleerde analyses met behulp van moderne technologieën zoals 3D-modellering en remote sensing.

### Grondleggers
Eén van de eerste grondleggers in de studie van kroonarchitectuur is de Franse botanicus Francis Hallé. Zijn werk samen met Roelof Oldeman en P.B. Tomlinson in "Tropical Trees and Forests: An Architectural Analysis" (1978) legde de basis voor het begrijpen van de diversiteit in boomstructuren en hun evolutionaire aanpassingen.

### Hedendaagse schrijvers
In recente jaren hebben diverse auteurs bijgedragen aan de kennis over kroonarchitectuur, waaronder:
- Remko Andeweg: bekend om zijn werk in de toegepaste boomkunde, met een focus op de relatie tussen kroonstructuur en stabiliteit.
- Hans Pretzsch: zijn onderzoek naar bosgroei en -structuur biedt inzichten in kroonarchitectuur binnen bosbeheerscontexten.

## Ontstaan van de architecturale modellen
Het concept van architecturale modellen is in de jaren '60 en '70 ontwikkeld door de Franse botanici Francis Hallé, Roelof Oldeman en P.B. Tomlinson. Hun werk leidde tot de identificatie van een reeks fundamentele 'bouwplannen' die de groeistrategieën van verschillende boomsoorten beschrijven. Elk model binnen de 22 modellen is gebaseerd op specifieke groeipatronen, zoals de ontwikkeling van de hoofdstam, de plaatsing en oriëntatie van takken, en de verjonging van de kroon.

### Belangrijkste architecturale modellen
Enkele van de meest erkende architecturale modellen omvatten:
1. Model van Rauh: kenmerkt zich door een enkele, doorgaande hoofdstam met regelmatig geplaatste zijtakken, wat resulteert in een kegelvormige kroon. Dit model is typerend voor veel naaldbomen.
2. Model van Troll: heeft een reeks van herhalende eenheden (modules) die bestaan uit een kort stamsegment met een krans van zijtakken, wat leidt tot een gelaagde kroonstructuur. Dit model wordt vaak gezien bij tropische regenwoudbomen.
3. Model van Massart: gekenmerkt door een rechte hoofdstam die eindigt in de bloei, met zijtakken die zich in een spiraalvormig patroon rond de stam ontwikkelen. Dit model is typisch voor sommige snelgroeiende, lichtminnende soorten.
4. Model van Aubréville: bestaat uit een centrale as die periodiek wordt afgewisseld met rustperiodes, resulterend in een reeks segmenten gescheiden door knopen, vergelijkbaar met bamboe.
5. Model van Corner: wordt gekenmerkt door een monopodiale groei van de hoofdstam met continu zijtakken die zorgen voor een dichte, continue kroon. Dit model wordt vaak gevonden bij bomen in dichte, competitieve omgevingen zoals tropische regenwouden.

### Toepassingen van de modellen
De architecturale modellen worden gebruikt in verschillende disciplines, waaronder ecologie, bosbouw en landschapsarchitectuur, om:
- De aanpassingen van bomen aan hun omgeving en hun strategieën voor concurrentie om hulpbronnen te begrijpen.
- Het beheer van bossen en de selectie van boomsoorten voor herbebossing en landschapsontwerp te informeren.
- Te helpen bij het voorspellen van de groeipatronen en het dynamisch gedrag van bomen onder verschillende omgevingscondities.
- Inzicht te bieden in de biodiversiteit van bossen en de rol van verschillende boomsoorten binnen een ecosysteem.

Deze architecturale modellen benadrukken de complexiteit en diversiteit van boomstructuren en bieden een raamwerk voor het bestuderen van bomen in relatie tot hun fysieke en biologische omgeving.

## Belangrijke termen
Enkele belangrijke termen binnen de kroonarchitectuur zijn:
- Apicale dominantie: het fenomeen waarbij de centrale stam van de boom de groei van zijtakken onderdrukt.
- Sympodiale groei: een groeipatroon waarbij de hoofdstam eindigt en zijtakken de hoofdgroei overnemen.
- Fenotypische plasticiteit: het vermogen van een boom om zijn kroonstructuur aan te passen aan de omgevingsomstandigheden.
- Reïteratie: het proces waarbij structurele elementen van de boom, zoals takken, zich gelijkwaardig herhalen binnen de kroon.

## Praktische toepasbaarheid van de kennis over kroonarchitectuur
Kennis van kroonarchitectuur is van groot praktisch nut in zowel de boomverzorging als het bosbeheer. In de boomverzorging helpt het arboristen bij het maken van geïnformeerde snoeibeslissingen, het beoordelen van de stabiliteit van bomen en het diagnosticeren van structurele problemen. In bosbeheer draagt het bij aan het ontwikkelen van beheerstrategieën die de gezondheid, diversiteit en productiviteit van bossen bevorderen, zoals het beheren van lichtconcurrentie en het optimaliseren van de ruimtelijke structuur van het bos voor biodiversiteit en houtproductie.
De studie van kroonarchitectuur blijft evolueren, waarbij nieuwe technologieën en methodologieën diepere inzichten verschaffen in de complexe wereld van boomstructuren. Deze kennis verrijkt niet alleen ons begrip van de natuur, maar biedt ook praktische handvatten voor het duurzaam beheren en verzorgen van onze bosrijke omgevingen.